# Emporiki Bank
Emporiki Bank грец. Εμπορική Τράπεζα — коперційний банк зі штаб-квартирою в Афінах, Греція. Має близько 370 відділень в Греції, а також дочірні компанії в Албанії, Кіпрі, Румунії, Болгарії, Грузії, Молдові тощо, відділення в Лондоні, яке керує дочірньою компанією. Emporiki Bank входить до 500 найбільших банків у світі. У серпні 2006 року французький банк Credit Agricole придбав 67% його капіталу.

## Історія
1907 — заснований як Комерційний банк Греції.
1922 — Торговий Банк Близькому Сході (Комерційний банк Близького Сходу) відкритий в Лондоні, Комерційний банк Греції виступив головним акціонером.
1925 — Комерційний банк Близького Сходу відкрив філії в Александрії та Каїрі, Єгипет.
1959 — Комерційний банк Греції став основним акціонером Piraeus Bank, заснованого 1916 року.
1965 — Комерційний банк Греції відкрив філію у Франкфурті-на-Майні. Пізніше перейменований Комерційний Банк Греції-Німеччина.
1990 — Комерційний банк Близького Сходу в Лондоні перейменований на Комерційний банк, Лондон.